# Halenummer
Et halenummer er det nummer, militære flyvemaskiner har påmalet, oftest på – halen. Det svarer til bilernes nummerplade, idet al vedligeholdelse og eftersyn refererer til halenummeret og ikke flyets produktionsnummer.

Se også nationale kendingsbogstaver (fly)